# Marguerite de Bourgogne (morte en 1277)
Pour les articles homonymes, voir Marguerite de Bourgogne.
Marguerite de Bourgogne, née dans les années 1230 et morte le 27 août 1277, est une femme de pouvoir ayant joué un rôle politique important en Limousin dans le troisième quart du XIIIe siècle à titre de régente de la vicomté de Limoges de 1263 à 1275 durant la minorité de sa fille Marie, née de son second mariage avec le vicomte Guy VI de Limoges.

## Biographie

### La dame de Mont-Saint-Jean
Seconde fille de Hugues IV, duc de Bourgogne et de sa première épouse (1229), Yolande de Dreux, Marguerite est destinée, comme la plupart des femmes de la noblesse de son temps, à servir les stratégies matrimoniales de sa famille. Les filles de la maison ducale de Bourgogne sont alors généralement données en mariage à de grands princes féodaux ou à des seigneurs châtelains vassaux de leur père. Sa sœur aînée, Adélaïde, épouse ainsi en 1251 le jeune duc de Brabant, Henri III. 
L'avenir de Marguerite est décidé encore plus tôt. Alors qu'elle est encore enfant, le duc Hugues la promet en mariage le 4 juin 1239 à l'héritier de l'une des plus puissantes familles châtelaines du duché bourguignon, Guillaume, fils aîné de Guillaume II, seigneur de Mont-Saint-Jean. Cette alliance, négociée peu avant le départ de son père pour la croisade des barons, est destinée à mettre fin au long contentieux opposant les deux familles à propos du château de Vergy,,. Selon les termes de cet accord, le duc de Bourgogne constitue en dot à sa fille 500 livres de rente en terres, dont 200 livres assises sur Molinot et accepte que le château de Mont-Saint-Jean, alors rendable et jurable au duc sur réquisition, devienne un simple fief-lige du duché. En contrepartie, le seigneur de Mont-Saint-Jean renonce à ses droits sur le château de Vergy en faveur du duc et de ses héritiers et promet au fils qui épousera Marguerite l'héritage des seigneuries de Mont-Saint-Jean, Salmaise et de Thoisy. Il est aussi prévu que Molinot reste à la famille de Mont-Saint-Jean si l'époux de Marguerite meurt sans descendance,.
Comme Marguerite et son fiancé étaient encore enfants lors de la conclusion de cet accord, la consommation du mariage a probablement eu lieu plusieurs années plus tard. Guillaume III, devenu seigneur de Mont-Saint-Jean à la mort de son père vers 1250, meurt en 1256 sans laisser de descendance et est inhumé à Cîteaux. Marguerite, devenue veuve, conserva Mont-Saint-Jean à titre de douaire, ce pourquoi les frères et héritiers de son défunt époux ne portèrent jusqu'en 1278 que le titre de seigneurs de Salmaise. La seigneurie de Molinot, sur laquelle son père avait assis une partie de sa dot, revint cependant à son beau-frère Étienne de Mont-Saint-Jean, conformément au pacte matrimonial de 1239.  
Le remariage subséquent de Marguerite en Limousin n'interrompit pas ses relations avec la Bourgogne, où elle continua à posséder diverses terres. Outre son douaire, elle détenait notamment Châtellenot, qu'elle avait acquis et qui fut racheté par l'héritier du vendeur à l'instigation de son beau-frère, ainsi que Grosbois-en-Montagne.

### La vicomtesse de Limoges
Marguerite se remarie par la suite avec Guy VI, vicomte de Limoges, lui-même veuf d'une fille de Thibaut de Blaison, sénéchal du Poitou pour le roi de France de 1227 à 1229. Cette union, qui a lieu entre la mort du précédent mari de l'épousée (1256) et la naissance de l'enfant du nouveau couple (1260), est probablement célébrée en 1258, ou 1259.
Dans le contexte du traité de Paris de 1259 qui rétrocède le Limousin à Henri III d'Angleterre et des débuts de la « guerre de la vicomté » contre les habitants du Château de Limoges, le vicomte Guy VI recherche surtout, par cette alliance, le soutien de son nouveau beau-père, le duc Hugues IV, un personnage puissant, proche du roi de France, capable d'appuyer sa politique agressive contre le roi d'Angleterre en Limousin. Ainsi, en 1261, alors que le sénéchal anglais prononce la saisie de la vicomté pour défaut d'hommage, Guy peut compter sur l'appui de troupes en provenance du Nivernais et sur celui du roi de France Louis IX qui ordonne à son propre sénéchal de soutenir les actions du vicomte sur tout le territoire de la sénéchaussée.
Après la mort de Guy VI à la mi-août 1263, Marguerite se voit confier la tutelle de leur fille unique, Marie, alors âgée de 3 ans, ainsi que le gouvernement de la vicomté de Limoges. 
Elle s’appuie sur Géraud de Maulmont, ecclésiastique, dont elle fait son conseiller, et à qui elle offre Chalucet, et la terre de Châlus, mais aussi probablement le château de Montfort en Bourgogne.[réf. nécessaire]
Poursuivant l'action des vicomtes Guy V et Guy VI, Marguerite joua un rôle déterminant dans le développement et l'affirmation de l'autorité des vicomtes de Limoges.
En 1275, elle négocie le mariage de sa fille Marie avec l'héritier du duché de Bretagne, Arthur, petit-fils du duc Jean Ier.
Marguerite de Bourgogne meurt le 27 août 1277. Son lieu d'inhumation est inconnu. L'érudit Joseph Nadaud, au XVIIIe siècle, suggérait sans argument qu'elle avait peut-être été ensevelie au couvent des frères mineurs d'Excideuil en Périgord.

## Sceau
On a conservé deux empreintes de sceau de la vicomtesse Marguerite, datés de 1267 et 1269, c'est-à-dire à l'époque où elle assure la régence de la vicomté pour sa fille.
La taille de son grand sceau en navette de 80 mm est assez exceptionnelle, puisque la grande majorité des empreintes sigillographiques du XIIIe siècle présente habituellement un diamètre variant entre 30 et 65 mm.